# Peckia chirotheca
Peckia chirotheca är en tvåvingeart som först beskrevs av Hall 1933. Peckia chirotheca ingår i släktet Peckia och familjen köttflugor.
Artens utbredningsområde är Panama. Inga underarter finns listade i Catalogue of Life.